# Азово-Черноморская епархия
Азово-Черномо́рская епа́рхия — каноническое, структурное и территориально-административное подразделение Русской Древлеправославной церкви

## История
Азово-Черноморская епархия Русской Древлеправославной церкви объединяет общины и религиозные группы древлеправославных христиан на территории Грузии, Северного Кавказа и Краснодарского края.
Решением Архиерейского Собора Русской древлеправославной церкви, состоявшегося 22-25 декабря 2013 года, епархия была переименована в Северо-Кавказскую ввиду того, что приходы, расположенные на большей части побережья Азовского моря и Северо-западного побережья Чёрного моря, входят в состав Украинской епархии. Границами епархии определены Краснодарский край и Республика Дагестан.
Решением Освященного собора, состоявшегося 5-9 мая 2014 года, епархии возвращено название Азово-Черноморская. Все древлеправославные приходы и религиозные группы, находящиеся на территории Автономной Республики Крым были выведены из состава Украинской епархии и включены в состав Азово-Черноморской епархии (Таврическое благочиние).

## Епископы
- сентябрь 1936 — 4 января 1940 — Трифон (Епишев)
- 26 ноября 1966 — 27 июля 1969 — Павел (Машинин)  епископ Потийский и Азово-черноморский
- ноябрь 2003 — 25 декабря 2004 — Герман (Савельев) [4]
- с 2009 - Савин (Тихов)